# Partit Socialdemòcrata de Letònia
El Partit Socialdemòcrata de Letònia (en letó: Latvijas Sociāldemokrātiskā partija, LSDP) va ser un partit polític de Letònia format per l'ala reformista del Partit Comunista de Letònia.
El 14 d'abril de 1990, una facció proindependència sota Ivars Ķezbers es va separar del LKP per formar el Partit Comunista Independent de Letònia (en letó: Latvijas Neatkarīgā Komunistiskā partija, LNKP) El cos principal de la LKP sota el lideratge d'Alfrēds Rubiks, va romandre lleial al Partit Comunista de la Unió Soviètica (PCUS). El 14 de setembre d'aquest mateix any, el partit passà a nomenar-se oficialment Partit Laborista Democràtic de Letònia (en letó: Latvijas Demokrātiskā darba partija, LDDP). El 1995 va canviar el seu nom pel de LSDP. Originàriament va ser un partit polític amb tendències comunistes i nacionalistes, que es va transformar en una organització socialdemòcrata pel seu líder Juris Bojars.
Va ser partit cooperant amb el Partit Socialdemòcrata Obrer Letó (LSDSP) a les eleccions de 1995, a les municipals i les de legislatura de 1998. Al maig de 1999 es va fusionar definitivament amb el Partit Socialdemòcrata Obrer Letó.